# Neurotypowość
Uzasadnienie: Pojęcie ma sens tylko w kontekście pojęcia "neuroróżnorodność"
Neurotypowość lub NT, skrót od neurologicznej typowości – neologizm stosowany w społeczności autystycznej jako sposób opisu osób spoza spektrum autyzmu. W swoim pierwotnym zastosowaniu odnosi się do każdego, kto nie jest autystyczny lub nie ma umysłu „pokrewnego” wobec „autystycznego” umysłu; termin został później zawężony w odniesieniu do osób o ściśle typowej neurologii, to znaczy bez określonych różnic neurologicznych. 
Innymi słowy, dotyczy to każdego, kto nie ma żadnych zaburzeń rozwojowych, takich jak autyzm, zaburzenie koordynacji rozwojowej lub ADHD. Termin ten został później przyjęty zarówno przez ruch neuroróżnorodności, jak i przez społeczność naukową. 
Osoby z niepełnosprawnością umysłową, wrodzoną lub nabytą, bywają czasem wykluczane z definicji neurotypowości. Według takiej definicji termin ten stoi w opozycji do pojęć neuroróżnorodności oraz neuroatypowości, które służą charakteryzacji osób z rozmaitymi zaburzeniami psychicznymi i behawioralnymi, takimi jak zaburzenia afektywne, lękowe, dysocjacyjne, psychotyczne, osobowości i odżywiania.
Neurotypical jako specyficzny termin służący w anglojęzycznych społecznościach autystycznych do określania osób nieautystycznych, został zastąpiony słowem allistic, mającym w przybliżeniu takie samo znaczenie, jak pierwotnie „neurotypical”. Oznacza on tych, którzy nie są autystyczni i którzy nie mają innego zaburzenia rozwojowego, nawet jeśli mogą być neurologicznie nietypowi w inny sposób, na przykład posiadać dysleksję. 
Narodowe Towarzystwo Autystyczne Wielkiej Brytanii zaleca użycie terminu „neurotypowy” dziennikarzom.